# Даин (мифология)
Да́ин (др.-сканд. Dáinn) — в скандинавской мифологии дверг, создавший для богини Фрейи вепря Хильдисвини. По другой версии, Даин изготовил руны для альвов.

## Этимология
В переводе с древнескандинавского Dáinn означает «мёртвый», «умерший». Аналогичные переводы встречаются и в других современных языках (англ. Dead, нем. gestorben, Gestorbener).

## Даин в письменных источниках
В «Старшей Эдде» («Речи Высокого», строфа 143) Даин один раз выступает в качестве представителя рода альвов, для которого он вырезал руны. В некоторых вариантах «Прорицания вёльвы» (строфа 11) его имя встречается уже при перечислении карликов (двергов), а в «Песни о Хюндле» он (вместе с другим двергом Набби) назван создателем вепря Фрейи.
Снорри Стурлусон в «Младшей Эдде» («Видение Гюльви», часть 16) повествует о четырёх оленях, объедающих листву мирового дерева Иггдрасиль, один из которых носит имя Даин. Кроме этого, вероятно, именно карлик Даин выковал знаменитый меч Хёгни, упомянутый в «Языке поэзии» и названный там «Наследством Даина» (др.-сканд. Dáinsleif), который тот использовал в битве Хьяднингов: 

«Всякий раз, когда это (меч) обнажают, он должен принести смерть, и рубит он всегда без промаха, и не заживает ни одна нанесенная им рана».
В этой же части «Младшей Эдды» Даин используется как хейти (синоним) к слову олень, а в одной из вис скальда Сигвата Тордарсона поэзия называется «волной Даина». По тексту созданной предположительно в XVI веке поэмы «Предваряющая песнь» Даин побивает каждую ночь весь народ Мидгарда (по всей видимости, здесь имеется в виду, что он всего лишь погружает людей в сон).
Кроме того, Даином названы герои Толкина: например, Даин II Железностоп.

## Интерпретации и мнения
Среди исследователей нет единого мнения, каким образом разделять персонажей, носящих имя Даин. Существуют следующие подходы:
- все три фигуры из эддических текстов — дверг, альв и олень — являются самостоятельными героями[17],
- дверг и альв объединяются в единый персонаж[18][19],
- олень Даин объявляется — в соответствии со значением его имени — всего лишь аллегорией смерти[20],
- карлик Даин сам выступает в образе оленя (таким образом, все трое могут быть разными проявлениями одного и того же персонажа)[20].

В любом случае, Даин — единственный альв, названный по имени (если не считать Велунда, чья связь с этим родом из текстов никак не прослеживается). Возможно, что именно значение имени — «мёртвый» — сделало его столь употребительным в скандинавской мифологии.